# گرگ‌ومیش (فیلم ۲۰۰۸)
گرگ‌ومیش (به انگلیسی: Twilight) فیلمی محصول سال ۲۰۰۸ م. است که بر اساس رمانی تخیلی و رمانتیک به نام سپیده‌دم ساخته شده‌است. در این فیلم کریستن استوارت در نقش بلا سوان و رابرت پتینسون در نقش خون‌آشامی به نام ادوارد کالن نقش‌آفرینی می‌کنند.
نمایش این فیلم از ۲۱ نوامبر ۲۰۰۸ م. آغاز شد و در روز نخست اکران توانست ۳۵٫۷ میلیون دلار فروش کند. فیلم ماه نو ادامهٔ داستان این فیلم است.

## خلاصهٔ داستان
دختر نوجوانی به نام ایزابلا «بلا» سوان تصمیم می‌گیرد از خانهٔ مادرش در فینیکس در آریزونا به شهر کوچک فورکس در ایالت واشینگتن نقل مکان کند و در کنار پدرش چارلی زندگی کند. در مدرسهٔ بلا با همکلاسی‌اش ادوارد کالن آشنا می‌شود. ادوارد در اصل خون‌آشام ۱۰۹ ساله‌ای است که در ظاهر نوجوان ۱۷ ساله‌ای به نظر می‌آید. البته ادوارد و خانواده‌اش فقط از خون حیوانات می‌آشامند. هر چند در ابتدا ادوارد سعی می‌کرده از این عشق دوری کند ولی با این حال آن دو دل به یکدیگر می‌بازند. بلا ادوارد را خاطرجمع می‌سازد که مشکلی با خون‌آشام بودن او و خانواده‌اش ندارد. وقتی‌که سه خون‌آشام مسافر جیمز، لورن و ویکتوریا به شهر فورکس گذر می‌کنند، زندگی بلا دستخوش خطر از جانب آن‌ها می‌شود. خانوادهٔ ادوارد، یعنی آلیس، کارلایل، اِزمه، جاسپر، اِمت، و روزالی به او کمک می‌کنند که از دست خون‌آشام‌ها فرار کند و زندگی خود را به خطر می‌اندازند تا او را حفظ کنند.
جیمز تمام سعی خودش‌را می‌کند تا بلا را پیدا کند.

## دربارهٔ فیلم
این فیلم بر اساس نخستین رمان خون‌آشامی از مجموعهٔ محبوب و پرفروش گرگ و میش، نوشتهٔ استفانی مایر است. فیلمنامهٔ این فیلم را که ملیسا روزنبرگ تهیه کرده، در شش ماه نوشته شده‌است و فیلمبرداری آن از فوریهٔ ۲۰۰۸ آغاز شد و تا مهٔ همان سال ادامه داشت.
هاردویک، کارگردان فیلم در مصاحبه‌ای با ام‌تی‌وی اعلام کرد که آهنگی از گروه راک میوز (Muse) در فیلم قرار گرفته که مربوط به یکی از صحنه‌های دل‌شکستگی کاراکترهای فیلم است.

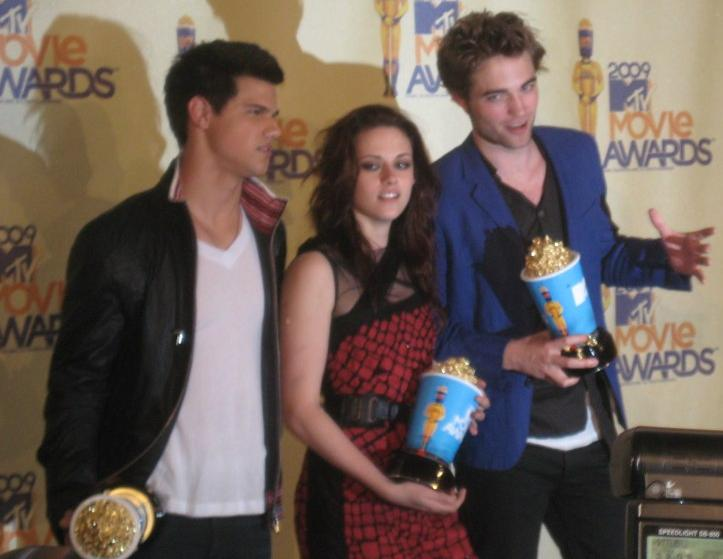
بازیگران فیلم در سال ۲۰۰۹

برای نقش ادوارد بیش از پنج هزار نفر تست بازیگری دادند که در آخر رابرت پتینسون از انگلیس برای این نقش انتخاب شد. رابرت پتینسون در مصاحبه‌ای گفته‌است که این نخستین نقش آمریکایی است که بازی کرده و هیچ تمرین رسمی هم برای لهجهٔ آمریکایی انجام نداده‌است. او پیش از این در چهارمین قسمت فیلم هری پاتر در نقش سدریک دیگوری بازی کرده بود.

## نقش‌ها
- کریستن استوارت در نقش بلا سوان
- رابرت پتینسون در نقش ادوارد کالن
- بیلی بروک در نقش چارلی سوان
- پیتر فاسینلی در نقش کارلایل کالن
- تیلور لاتنر در نقش جیکوب بلک
- الیزابت ریسر در نقش ازمه کالن
- اشلی گرین در نقش آلیس کالن
- کلان لاتز در نقش امت کالن
- نیکی رید در نقش رزالی هیل
- جکسون رادبون در نقش جاسپر هیل